# Walery Butewicz
Walery Butewicz (ukrajinsko Валерій Бутевич), ukrajinsko-poljski filolog, prevajalec in pisatelj, 15. avgust 1983, Čerkasi, Ukrajinska SSR (današnja Ukrajina).
Med letoma 2004 in 2009 je Walery Butewicz študiral filologijo na Drahomanovi pedagoški univerzi v Kijevu. Leta 2011 je nadaljeval z doktorskim študijem na Poljskem, kjer je na Univerzi v Varšavi leta 2018 doktoriral z disertacijo o filozofiji v delih poljskega pesnika Zbigniewa Herberta.
Med letoma 2017 in 2019 je bil član žirije prevajalskega tekmovanja Metaphora, kmalu po zaključku doktorskega študija pa je eno leto delal kot predavatelj na Oddelku za vzhodnoevropske študije na Univerzi v Varšavi. Od leta 2018 je zaposlen v Literarnem muzeju Adama Mickiewicza v Varšavi, poleg tega piše, lektorira in prevaja za ukrajinsko revijo Нова Польща oz. Nova Poljska. V maju 2023 je gostoval v Sloveniji kot udeleženec Literarne rezidence Gornji Grad.

## Delo
Walery Butewicz je z besedilom Dziennik uroku zarazy oziroma »Dnevnik kužnega čaroleta«, zmagal na literarnem natečaju Dziennik pandemiczny (Pandemični dnevnik, 2020), ki ga je organiziral poljski Literarni inštitut (Instytut Literatury). Dnevnik je izšel v knjigi Świat w grupie ryzyka (Svet v rizični skupini)  s še dvema nagrajenima deloma.
Dziennik uroku zarazy (Dnevnik kužnega čaro-leta) je besedilo, sestavljeno iz krajših dnevniških zapisov in aforizmov, nastalih v času pandemije covid-19, ki mestoma prehajajo v grotesko in absurd. V njih je čutiti osamljenost, ujetost in pesimističen pogled na situacijo, prepleten z duhovitim in (samo)ironičnim komentiranjem stanja. V delu je poleg opisovanja dni, ki se zlivajo v en sam neskončen dan, precej besednih iger in medbesedilnih navezav.
Na literarnem natečaju Mój pierwszy i stu pierwszy dzień w Polsce (Moj prvi in stoprvi dan na Poljskem, 2021/2022), ki ga je organizirala Univerza v Poznanju, je Walery Butewicz z besedilom Mój pierwszy pogrzyb (Moj prvi pogob) dosegel prvo mesto. Na podlagi besedila je nastala gledališka uprizoritev, ki jo je režirala Martyna Strychalska.

### Prevodi
- Збіґнеєв Герберт: Пан Cogito. Тернопіль: Видавництво Крок. 2019.

- Jurij Andruchowycz: Kowalski, rozejść się. Fabularie 2/23. 2020. 36.

- Andrij Bondar: Cerebro. Wrocław: Wydawnictwo Warstwy. 2021. (Prevedla Walery Butewicz in Maciej Piotrowski.)[1]

### Izdana dela
- Walery Butewicz: Dziennik uroku zarazy. W. Butewicz, J. Adamczyk, M. Tomkowicz: Świat w grupie ryzyka. Krakov-Varšava: Instytut Literatury i Oficyna Wydawnicza Volumen. 2020.

- Walery Butewicz: Taras Bulba vs. Ogniem i mieczem; Rozstrzelane odrodzenie; Wieszcz i prorok. Polacy i Ukraińcy. Dzieje sąsiedztwa. Pomocnik historyczny „Polityki” 8. 2021. 29, 48, 65.

- Walery Butewicz, W. Karpenko: Ukraińsko-polski słownik tematyczny. Kijev. 2008. (2. izdaja: 2016)

### Ostali viri
- Walery Butewicz: Пандемічний щоденник. Časopis Nova Poljska. Prevod besedila Dziennik uroku zarazy v ukrajinščino. Prevedel Андрій Бондар.
- PolskieRadio.pl: «Пандемічний щоденник». Гумористична розповідь про катастрофу. Pogovor z Waleryjem Butewiczem. 11. 10. 2020.
- Radio TOK FM: Język polski ukraińskim punktem widzenia Walerego Butewicza. Radijska oddaja – pogovor z dr. Waleryjem Butewiczem, vodi Paweł Sulik, 20. 4. 2021.